# Die Geschwister (Brigitte Reimann)
Die Geschwister ist eine Erzählung von Brigitte Reimann aus dem Jahr 1963. Zwei Jahre darauf erhält die Autorin für diesen Text den Heinrich-Mann-Preis.
Die junge Malerin Elisabeth berichtet 1962, wie sie 1960 den Bruder Uli in letzter Minute von der Republikflucht abbrachte.

## Inhalt
Die 24-jährige Elisabeth Arendt ist von bürgerlicher Herkunft. Einer ihrer Großväter war bis 1945 kaisertreuer Schuh-Fabrikant. Der Vater verlegte bis in die ersten Kriegsjahre hinein Bildbände zu Themen aus der Bildenden Kunst. Elisabeth hat zwei Brüder. Der 29-jährige Konrad Arendt, Diplomingenieur für Schiffbau, hat der DDR nach dem Studium den Rücken gekehrt und arbeitet auf der Deutschen Werft in Hamburg. Der 25-jährige Uli Arendt hatte in R. an der Ostsee das Studium, ebenfalls als Diplomingenieur für Schiffbau, erfolgreich beendet und sich an der Elbe an der Grenze zur BRD als Konstrukteur beworben. Der Kaderleiter der kleinen Werft hatte Uli trotz sehr guter Abschlussnoten abgelehnt. Dem Parteilosen war von der zuständigen Hochschul-Parteigruppe Unzuverlässigkeit attestiert worden. Gemeint war nach Ulis Erinnerung die Assistentenzeit bei einem später republikflüchtigen Professor und ein paar geschwänzte Gewi-Stunden.
Elisabeth hat in der DDR – 500 Kilometer von R. entfernt – in D. die Kunsthochschule absolviert und ist als Malerin in die Produktion gegangen. In dem aus dem Boden gestampften Braunkohlenkombinat macht sie sich in „ihrer“ Brigade nützlich und leitet einen Zirkel malender Arbeiter. Ihr Wirken lässt der dortige Parteisekretär Bergemann von dem Altkommunisten Ohm Heiners überwachen. Der Maler Heiners gehört zu den Verfolgten des Naziregimes. Als er Elisabeth um die Beurteilung eines seiner Kunstwerke bittet und die es verreißt, nimmt das Unheil seinen Lauf. Heiners verleumdet Elisabeth als „intellektuelle Nutte“ und schimpft ihren Vater einen „Nazijournalisten“. Als Parteilose wendet sich Elisabeth an den Parteisekretär Bergemann und bekommt Recht. Der Maler Heiners versteht die Welt nicht mehr. Er muss sich bei Elisabeth entschuldigen und wirft anschließend Bergemann das Parteibuch auf den ausladenden, aufgeräumten Schreibtisch.
Uli will die DDR in Richtung BRD verlassen. Ein Job auf der Schlieker-Werft winkt. Elisabeth möchte den Bruder bei sich behalten. Blauäugig glaubt sie, in der Umgebung des reisewilligen Bruders gäbe es quasi auch einen Bergemann. Uli lehnt einen derartigen Bittgang brüsk ab. In ihrer Verzweiflung entschließt sich Elisabeth, ihrem Verlobten, dem 28-jährigen Joachim Steinbrink, einem ehemaligen Mitschüler Konrads und Leiter eines veralteten DDR-Walzwerks, Ulis Plan zu verraten. Nach einem Gespräch mit Elisabeth und Steinbrink packt Uli mit den Worten „Was seid ihr bloß für Menschen?“ seinen Koffer wieder aus.

## Form und Interpretation
Die Stärke des Textes tritt dem erstaunten Leser aus jenen Passagen entgegen, in denen der verbitterte Uli und auch die jederzeit kritische, doch im Grunde aufbauwillige Elisabeth über die verkrusteten DDR-Machtstrukturen sinnieren beziehungsweise wettern. Die Protagonistin erweist sich als hin- und hergerissen zwischen der tiefen Zuneigung zu ihrem Bruder, dem Wunsch ihn zu halten, den absehbaren Konsequenzen eines Verrats und dem Wunsch, ihn doch noch von der Sinnhaftigkeit des Staates zu überzeugen, dem er entfliehen will.
Brigitte Reimanns Schreibweise ist – für eine DDR-Erzählung aus dem Jahr 1963 – von nahezu beispielloser Offenheit. Die unumschränkte Herrschaft der SED über die parteilosen DDR-Bürger wird schonungslos und zutreffend angeprangert. Kaum etwas erscheint als an den Haaren herbeigezogen. Zwar mag für den Leser aus dem 21. Jahrhundert manche Story – insbesondere gegen Ende der Erzählung hin – ein wenig zu dick aufgetragen worden sein, doch das Bleiben der beiden Geschwister in der DDR wird summa summarum glaubhaft dargestellt.
Manchmal wechselt die Ich-Erzählerin Elisabeth die Tempora.

## Rezeption
- Nach Barner und Mitarbeiter[6] trage Brigitte Reimann eine didaktische Lösung zum Thema Verhinderung der Republikflucht vor.
- Wiesener[7] stellt Äußerungen aus Ost- denen aus Westdeutschland unter dem Aspekt Kalter Krieg an der Rezensentenfront gegenüber.
- 2022 wurde bei der Sanierung eines Hauses in Hoyerswerda in dem Brigitte Reimann gewohnt hatte, das Originalmanuskript von 1963 wiederentdeckt, das offenbar jahrzehntelang unter einer Treppe gelegen hatte und nach seiner Auffindung als Grundlage für eine Neuausgabe des Buches diente.[8]

### Textausgaben
Erstausgabe
- Die Geschwister. Erzählung. Aufbau Verlag, Berlin 1963. 252 Seiten. Mit Illustrationen von Horst Bartsch. Leinen

Verwendete Ausgabe
- Die Geschwister. Verlag Neues Leben, Berlin 1969. Kompaß-Bücherei 322. 144 Seiten. Mit Illustrationen von Gudrun Olthoff. Broschur[9]

Ungekürzte Neuausgabe
- Die Geschwister, herausgegeben von Angela Drescher und Nele Holdack, Berlin : Aufbau, 2023, ISBN 978-3-351-04204-2

### Sekundärliteratur
- Wilfried Barner (Hrsg.): Geschichte der deutschen Literatur. Band 12: Geschichte der deutschen Literatur von 1945 bis zur Gegenwart. C. H. Beck, München 1994, ISBN 3-406-38660-1
- Barbara Wiesener: Von der bleichen Prinzessin, die ein purpurrotes Pferd über den Himmel entführte – das Utopische im Werk Brigitte Reimanns. Univ. Diss. Dr. phil., Potsdam 2003, 236 Seiten

## Anmerkung
1. ↑  Studenten in der DDR hatten zu jener Zeit obligatorische Vorlesungen und Seminare zum Thema Gesellschaftswissenschaften (Gewi) auf dem Studienplan. Über die Teilnahme an diesem sogenannten Lehrfach ML wurde gewöhnlich penibel Buch geführt.